# Olympische Sommerspiele 2012/Schwimmen – 4 × 100 m Freistil (Frauen)
Der Staffelwettbewerb über 4-mal 100 Meter Freistil der Frauen bei den Olympischen Spielen 2012 in London wurde am 28. Juli 2012 im London Aquatics Centre ausgetragen. 16 Staffeln mit insgesamt 84 Athletinnen nahmen daran teil.
Es fanden zwei Vorläufe statt. Die acht schnellsten Staffeln aller Vorläufe qualifizierten sich für das Finale, das am gleichen Tage ausgetragen wurde.
Abkürzungen: WR = Weltrekord, OR = olympischer Rekord, NR = nationaler Rekord, PB = persönliche Bestleistung, JWB = Jahresweltbestzeit

## Bestehende Rekorde
| Weltrekord         | Niederlande(Inge Dekker, Ranomi Kromowidjojo, Femke Heemskerk, Marleen Veldhuis) | 3:31,72 min | Rom, Italien                | 26. Juli 2009   |
| Olympischer Rekord | Niederlande(Inge Dekker, Ranomi Kromowidjojo, Femke Heemskerk, Marleen Veldhuis) | 3:33,76 min | Peking, Volksrepublik China | 10. August 2008 |

## Titelträger
| Olympiasieger | Niederlande(Inge Dekker, Ranomi Kromowidjojo, Femke Heemskerk, Marleen Veldhuis) | 3:33,76 min | Peking 2008   |
| Weltmeister   | Niederlande(Inge Dekker, Ranomi Kromowidjojo, Marleen Veldhuis, Femke Heemskerk) | 3:33,96 min | Shanghai 2011 |
| Europameister | Deutschland(Britta Steffen, Silke Lippok, Lisa Vitting, Daniela Schreiber)       | 3:37,98 min | Debrecen 2012 |

## Vorlauf

### Vorlauf 1
28. Juli 2012
| Platz | Nation             | Besetzung                                                                      | Zeit        | Anmerkung |
| ----- | ------------------ | ------------------------------------------------------------------------------ | ----------- | --------- |
| 1     | Vereinigte Staaten | Lia Neal Amanda Weir Natalie Coughlin Allison Schmitt                          | 3:36,53 min |           |
| 2     | China              | Tang Yi Qiu Yuhan Wang Haibing Wang Shijia                                     | 3:37,91 min |           |
| 3     | Japan              | Haruka Ueda Yayoi Matsumoto Miki Uchida Hanae Itō                              | 3:38,06 min | NR        |
| 4     | Großbritannien     | Amy Smith Jess Lloyd Caitlin McClatchey Rebecca Turner                         | 3:38,21 min |           |
| 4     | Schweden           | Sarah Sjöström Michelle Coleman Ida Marko-Varga Gabriella Fagundez             | 3:38,21 min |           |
| 6     | Russland           | Weronika Popowa Natalja Lowzowa Wiktorija Andrejewa Margarita Nesterowa        | 3:39,59 min |           |
| 7     | Belarus            | Aljaksandra Herassimenja Swjatlana Chachlowa Aksana Dsjamidawa Julija Khitraja | 3:40,67 min | NR        |
| 8     | Ungarn             | Ágnes Mutina Evelyn Verrasztó Éva Risztov Eszter Dara                          | 3:44,79 min |           |

### Vorlauf 2
28. Juli 2012
| Platz | Nation       | Besetzung                                                               | Zeit        | Anmerkung |
| ----- | ------------ | ----------------------------------------------------------------------- | ----------- | --------- |
| 1     | Australien   | Emily Seebohm Brittany Elmslie Yolane Kukla Lisbeth Trickett            | 3:36,34 min |           |
| 2     | Niederlande  | Marleen Veldhuis Inge Dekker Hinkelien Schreuder Femke Heemskerk        | 3:37,76 min |           |
| 3     | Dänemark     | Pernille Blume Mie Østergaard Nielsen Lotte Friis Jeanette Ottesen Gray | 3:38,09 min | NR        |
| 4     | Deutschland  | Britta Steffen Silke Lippok Lisa Vitting Daniela Schreiber              | 3:39,16 min |           |
| 5     | Kanada       | Victoria Poon Julia Wilkinson Samantha Cheverton Heather Maclean        | 3:39,60 min |           |
| 6     | Italien      | Alice Mizzau Federica Pellegrini Laura Letrari Erika Ferraioli          | 3:39,74 min | NR        |
| 7     | Neuseeland   | Natasha Hind Penelope Marshall Amaka Gessler Hayley Palmer              | 3:42,55 min |           |
| 8     | Griechenland | Theodora Drakou Nery Mantey Niangkouara Theodora Giareni Kristel Vourna | 3:45,55 min |           |

## Finale
28. Juli 2012, 20:43 Uhr MEZ
| Platz |                    | Besetzung                                                               | Zeit        | Anmerkung              |
| ----- | ------------------ | ----------------------------------------------------------------------- | ----------- | ---------------------- |
| 1     | Australien         | Alicia Coutts Cate Campbell Brittany Elmslie Melanie Schlanger          | 3:33,15 min | OR                     |
| 2     | Niederlande        | Inge Dekker Marleen Veldhuis Femke Heemskerk Ranomi Kromowidjojo        | 3:33,79 min |                        |
| 3     | Vereinigte Staaten | Missy Franklin Jessica Hardy Lia Neal Allison Schmitt                   | 3:34,24 min | NR                     |
| 4     | China              | Tang Yi Qiu Yuhan Wang Haibing Pang Jiaying                             | 3:36,75 min |                        |
| 5     | Großbritannien     | Amy Smith Francesca Halsall Jess Lloyd Caitlin McClatchey               | 3:37,02 min |                        |
| 6     | Dänemark           | Pernille Blume Mie Østergaard Nielsen Lotte Friis Jeanette Ottesen Gray | 3:37,45 min | NR                     |
| 7     | Japan              | Haruka Ueda Yayoi Matsumoto Miki Uchida Hanae Itō                       | 3:37,96 min | NR                     |
| —     | Schweden           | Michelle Coleman Sarah Sjöström Ida Marko-Varga Gabriella Fagundez      | DSQ         | Frühstart von Fagundez |

Nach 2004 und 2008 war es das dritte Mal in Folge, dass Australien, Niederlande und USA auf das Podest kamen.
Natalie Coughlin, im Vorlauf eingesetzt und damit auch mit einer Medaille ausgezeichnet, ist zusammen mit ihren Landsfrauen Dara Torres und Jenny Thompson die Schwimmerin mit den meisten Medaillen (12).
Lia Neal ist die erste afro-amerikanische Schwimmerin in einem olympischen Finale.